# So long!
„So long!” – trzydziesty singel japońskiego zespołu AKB48, wydany w Japonii 20 lutego 2013 roku przez You! Be Cool.
Singel został wydany w siedmiu edycjach: trzech regularnych i trzech limitowanych (Type A, Type K, Type B) oraz „teatralnej” (CD). Osiągnął 1 pozycję w rankingu Oricon i pozostał na liście przez 28 tygodni, sprzedał się w nakładzie 1 132 853 egzemplarzy. Singel zdobył status płyty Milion.

## Lista utworów
Wszystkie utwory zostały napisane przez Yasushiego Akimoto.

### Type A
| CD  |                                                                                                 |                                                                                                 |                                                                                                 |      |
| Nr  | Tytuł                                                                                           | Kompozycja                                                                                      | Aranżacja                                                                                       | Czas |
| 1.  | „So long!”                                                                                      | Shingo Kujime                                                                                   | Yūichi "Masa" Nonaka                                                                            | 6:04 |
| 2.  | „Waiting room” (wyk. Under Girls)                                                               | Michihiko Ōta                                                                                   | Makoto Wakatabe                                                                                 | 4:33 |
| 3.  | „Ruby” (wyk. Shinoda Team A)                                                                    | KENGO                                                                                           | KENGO                                                                                           | 3:41 |
| 4.  | „So long!” (off vocal version)                                                                  | Shingo Kujime                                                                                   | Yūichi "Masa" Nonaka                                                                            | 6:04 |
| 5.  | „Waiting room” (off vocal version)                                                              | Michihiko Ōta                                                                                   | Makoto Wakatabe                                                                                 | 4:33 |
| 6.  | „Ruby” (off vocal version)                                                                      | KENGO                                                                                           | KENGO                                                                                           | 3:41 |
| DVD |                                                                                                 |                                                                                                 |                                                                                                 |      |
| Nr  | Tytuł                                                                                           | Tytuł                                                                                           | Tytuł                                                                                           | Czas |
| 1.  | „So long!” (Music Video)                                                                        | „So long!” (Music Video)                                                                        | „So long!” (Music Video)                                                                        |      |
| 2.  | „Waiting room” (Music Video)                                                                    | „Waiting room” (Music Video)                                                                    | „Waiting room” (Music Video)                                                                    |      |
| 3.  | „Ruby” (Music Video)                                                                            | „Ruby” (Music Video)                                                                            | „Ruby” (Music Video)                                                                            |      |
| 4.  | „Dai 2-kai AKB48 kōhaku taikō utagassen ~Sōshūhen~” (jap. 第2回 AKB48紅白対抗歌合戦 ～総集編～) | „Dai 2-kai AKB48 kōhaku taikō utagassen ~Sōshūhen~” (jap. 第2回 AKB48紅白対抗歌合戦 ～総集編～) | „Dai 2-kai AKB48 kōhaku taikō utagassen ~Sōshūhen~” (jap. 第2回 AKB48紅白対抗歌合戦 ～総集編～) |      |

### Type K
| CD  | | | |      |
| Nr  | Tytuł | Kompozycja | Aranżacja | Czas |
| 1.  | „So long!” | Shingo Kujime | Yūichi "Masa" Nonaka                                                                                             | 6:04 |
| 2.  | „Waiting room” (wyk. Under Girls)                                                                                | Michihiko Ōta | Makoto Wakatabe                                                                                                  | 4:33 |
| 3.  | „Yūhi Marie” (jap. 夕陽マリー) (wyk. Ōshima Team K)                                                              | Masako Hase | Takamitsu Shimazaki                                                                                              | 4:39 |
| 4.  | „So long!” (off vocal ver.)                                                                                      | Shingo Kujime | Yūichi "Masa" Nonaka                                                                                             | 6:04 |
| 5.  | „Waiting room” (off vocal ver.)                                                                                  | Michihiko Ōta | Makoto Wakatabe                                                                                                  | 4:33 |
| 6.  | „Yūhi Marie” (jap. 夕陽マリー) (off vocal ver.)                                                                  | Masako Hase | Takamitsu Shimazaki                                                                                              | 4:39 |
| DVD | | | |      |
| Nr  | Tytuł | Tytuł | Tytuł | Czas |
| 1.  | „So long!” (Music Video)                                                                                         | „So long!” (Music Video)                                                                                         | „So long!” (Music Video)                                                                                         |      |
| 2.  | „Waiting room” (Music Video)                                                                                     | „Waiting room” (Music Video)                                                                                     | „Waiting room” (Music Video)                                                                                     |      |
| 3.  | „Ruby” (Music Video)                                                                                             | „Ruby” (Music Video)                                                                                             | „Ruby” (Music Video)                                                                                             |      |
| 4.  | „Dai 2-kai AKB48 kōhaku taikō utagassen ~Aka-gumi Digest~” (jap. 第2回 AKB48紅白対抗歌合戦 ～紅組ダイジェスト～) | „Dai 2-kai AKB48 kōhaku taikō utagassen ~Aka-gumi Digest~” (jap. 第2回 AKB48紅白対抗歌合戦 ～紅組ダイジェスト～) | „Dai 2-kai AKB48 kōhaku taikō utagassen ~Aka-gumi Digest~” (jap. 第2回 AKB48紅白対抗歌合戦 ～紅組ダイジェスト～) |      |

### Type B
| CD  | | | |      |
| Nr  | Tytuł | Kompozycja | Aranżacja | Czas |
| 1.  | „So long!” | Shingo Kujime | Yūichi "Masa" Nonaka                                                                                               | 6:04 |
| 2.  | „Waiting room” (wyk. Under Girls)                                                                                  | Michihiko Ōta | Makoto Wakatabe | 4:33 |
| 3.  | „Sokode inu no unchi funjau kane?” (jap. そこで犬のうんち踏んじゃうかね?) (wyk. Umeda Team B)                      | Yasuaki Maejima | Yūichi "Masa" Nonaka                                                                                               | 3:24 |
| 4.  | „So long!” (off vocal ver.)                                                                                        | Shingo Kujime | Yūichi "Masa" Nonaka                                                                                               | 6:04 |
| 5.  | „Waiting room” (off vocal ver.)                                                                                    | Michihiko Ōta | Makoto Wakatabe | 4:33 |
| 6.  | „Sokode inu no unchi funjau kane?” (jap. そこで犬のうんち踏んじゃうかね?) (off vocal ver.)                         | Yasuaki Maejima | Yūichi "Masa" Nonaka                                                                                               | 3:24 |
| DVD | | | |      |
| Nr  | Tytuł | Tytuł | Tytuł | Czas |
| 1.  | „So long!” (Music Video)                                                                                           | „So long!” (Music Video)                                                                                           | „So long!” (Music Video)                                                                                           |      |
| 2.  | „Waiting room” (Music Video)                                                                                       | „Waiting room” (Music Video)                                                                                       | „Waiting room” (Music Video)                                                                                       |      |
| 3.  | „Ruby” (Music Video)                                                                                               | „Ruby” (Music Video)                                                                                               | „Ruby” (Music Video)                                                                                               |      |
| 4.  | „Dai 2-kai AKB48 kōhaku taikō utagassen ~Shiro-gumi Digest~” (jap. 第2回 AKB48紅白対抗歌合戦 ～白組ダイジェスト～) | „Dai 2-kai AKB48 kōhaku taikō utagassen ~Shiro-gumi Digest~” (jap. 第2回 AKB48紅白対抗歌合戦 ～白組ダイジェスト～) | „Dai 2-kai AKB48 kōhaku taikō utagassen ~Shiro-gumi Digest~” (jap. 第2回 AKB48紅白対抗歌合戦 ～白組ダイジェスト～) |      |
| 5.  | „Sugar Rush” (Music Video)                                                                                         | „Sugar Rush” (Music Video)                                                                                         | „Sugar Rush” (Music Video)                                                                                         |      |

### Wer. teatralna
| CD |                                                 |                 |                      |      |
| Nr | Tytuł                                           | Kompozycja      | Aranżacja            | Czas |
| 1. | „So long!”                                      | Shingo Kujime   | Yūichi "Masa" Nonaka | 6:04 |
| 2. | „Waiting room” (wyk. Under Girls)               | Michihiko Ōta   | Makoto Wakatabe      | 4:33 |
| 3. | „Tsuyoi hana” (jap. 強い花) (wyk. Kenkyūsei)    | Shūnsuke Tanaka | Yūichi "Masa" Nonaka |      |
| 4. | „So long!” (off vocal version)                  | Shingo Kujime   | Yūichi "Masa" Nonaka | 6:04 |
| 5. | „Waiting room” (off vocal version)              | Michihiko Ōta   | Makoto Wakatabe      | 4:33 |
| 6. | „Tsuyoi hana” (jap. 強い花) (off vocal version) | Shūnsuke Tanaka | Yūichi "Masa" Nonaka |      |

## Skład zespołu
| „So long!” |
| --- |
| - Team A: Mayu Watanabe (środek), Mariko Shinoda, Minami Takahashi, Yui Yokoyama - Team K: Tomomi Itano, Yūko Ōshima - Team B: Yuki Kashiwagi, Haruna Kojima, Haruka Shimazaki - AKB48 Kenkyūsei: Minami Minegishi - SKE48 Team S / AKB48 Team K: Jurina Matsui, Rie Kitahara - SKE48 Team S: Rena Matsui - NMB48 Team N / AKB48 Team B: Miyuki Watanabe - NMB48 Team N: Sayaka Yamamoto - HKT48 Team H: Rino Sashihar |

| „Waiting room” |
| --- |
| - Team A: Rina Kawaei, Anna Iriyama, Ryōka Ōshima, Ayaka Kikuchi, Juri Takahashi - Team K: Mariya Nagao, Haruka Shimada - Team B: Mina Oba, Rena Katō, Reina Fujie - SKE48 Team S: Yuria Kizaki, Nanako Suga, Akari Suda - SKE48 Team E: Kanon Kimoto, Nao Furuhata - NMB48 Team N: Nana Yamada - NMB48 Team M: Fūko Yagura - NMB48 Team BII: Shū Yabushita - HKT48 Team H: Aika Ōta, Haruka Kodama, Sakura Miyawaki - HKT48 Kenkyūsei: Meru Tashima (środek) |

| „Ruby” |
| --- |
| - Team A: Minami Takahashi (środek), Mayu Watanabe (środek), Karen Iwata, Rina Izuta, Anna Iriyama, Ryōka Ōshima, Tomomi Kasai, Rina Kawaei, Ayaka Kikuchi, Riho Kotani, Marina Kobayashi, Sumire Satō, Mariko Shinoda, Juri Takahashi, Yūka Tano, Tomomi Nakatsuka, Shiori Nakamata, Moeno Nitō, Sakiko Matsui, Ayaka Morikawa, Yui Yokoyama |

| „Yūhi Marie” |
| --- |
| - Team K: Yūko Ōshima (środek), Jurina Matsui (środek), Sayaka Akimoto, Maria Abe, Tomomi Itano, Mayumi Uchida, Rie Kitahara, Asuka Kuramochi, Kana Kobayashi, Amina Satō, Haruka Shimada, Shihori Suzuki, Rina Chikano, Chisato Nakata, Sayaka Nakaya, Mariya Nagao, Nana Fujita, Ami Maeda, Natsumi Matsubara, Miho Miyazaki, Tomu Mutō |

| „Sokode inu no unchi funjau kane?” |
| --- |
| - Team B: Yuki Kashiwagi (środek), Haruka Shimazaki (środek), Anna Ishida, Haruka Ishida, Miori Ichikawa, Misaki Iwasa, Ayaka Umeda, Mina Ōba, Shizuka Ōya, Haruka Katayama, Rena Katō, Natsuki Kojima, Haruna Kojima, Mika Komori, Miyu Takeuchi, Miku Tanabe, Mariko Nakamura, Wakana Natori, Misato Nonaka, Reina Fujie, Minami Minegishi, Suzuran Yamauchi, Miyuki Watanabe |

| „Tsuyoi hana” |
| --- |
| - Kenkyūsei: Miyu Omori, Yukari Sasaki, Rina Hirata, Moe Aigasa, Saho Iwatate, Ayano Umeta, Ayaka Okada, Saki Kitazawa, Ayana Shinozaki, Yurina Takashima, Yuiri Murayama, Shinobu Mogi, Hikari Hashimoto, Mako Kojima, Mitsuki Maeda, Miki Nishino, Nana Okada, Natsuki Uchiyama |

## Notowania
| Lista                             | Pozycja |
| --------------------------------- | ------- |
| Oricon Weekly Singles Chart       | 1       |
| Oricon Yearly Singles Chart       | 4       |
| Billboard Japan Hot 100           | 1       |
| Billboard Japan Hot Singles Sales | 1       |

## Wersja JKT48
Grupa JKT48 wydała własną wersję piosenki jako szesnasty singel. Ukazał się 8 marca 2017 roku w dwóch edycjach: regularnej (CD+DVD) i „Music Download Card”.

### Lista utworów
Wer. regularna
| CD | CD                                                              | CD                                 | CD      |
| Nr | Tytuł utworu                                                    | Oryginalna piosenka                | Długość |
| -- | --------------------------------------------------------------- | ---------------------------------- | ------- |
| 1. | „So Long!”                                                      | „So long!”                         |         |
| 2. | „Di Sini Rhodes, Lompatlah! – Koko ga Rhodes da, Koko de Tobe!” | „Koko ga Rhodes da, koko de tobe!” |         |
| 3. | „Virginity”                                                     | „Virginity”                        |         |
| 4. | „Birth”                                                         | „Birth”                            |         |
| 5. | „Cinta Pertama Butterfly – Hatsukoi Butterfly”                  | „Hatsukoi Butterfly”               |         |
| 6. | „So Long!” (English Version)                                    | „So long”                          |         |

| DVD | DVD                             | DVD     |
| Nr  | Tytuł utworu                    | Długość |
| --- | ------------------------------- | ------- |
| 1.  | „So Long!” (Music Video)        |         |
| 2.  | „HOKKAIDO With My Best Friends” |         |

Wer. „Music Download Card”
| CD | CD                                                              | CD                                 | CD      |
| Nr | Tytuł utworu                                                    | Oryginalna piosenka                | Długość |
| -- | --------------------------------------------------------------- | ---------------------------------- | ------- |
| 1. | „So Long!”                                                      | „So long!”                         |         |
| 2. | „Di Sini Rhodes, Lompatlah! – Koko ga Rhodes da, Koko de Tobe!” | „Koko ga Rhodes da, koko de tobe!” |         |
| 3. | „So Long!” (English Version)                                    | „So long”                          |         |